# TI-83

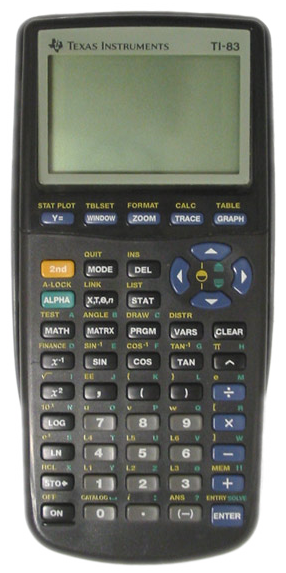
Kalkulator TI-83

TI-83, TI-83 Plus, TI-83 Plus Silver Edition – programowalne kalkulatory graficzne firmy Texas Instruments. TI-83 ukazał się w roku 1996 i jest maszyną opartą na kalkulatorze TI-82. TI-83 został wyposażony w monochromatyczny wyświetlacz ciekłokrystaliczny o rozdzielczości 96x64 punkty, 256 kB pamięci ROM i 32kB pamięci RAM (27kB dostępne dla użytkownika). Centralnym układem TI-83 jest procesor Z80 pracujący z częstotliwością 6 MHz (15 MHz w przypadku Silver Edition). Kalkulator jest zasilany 4 bateriami typu AAA.

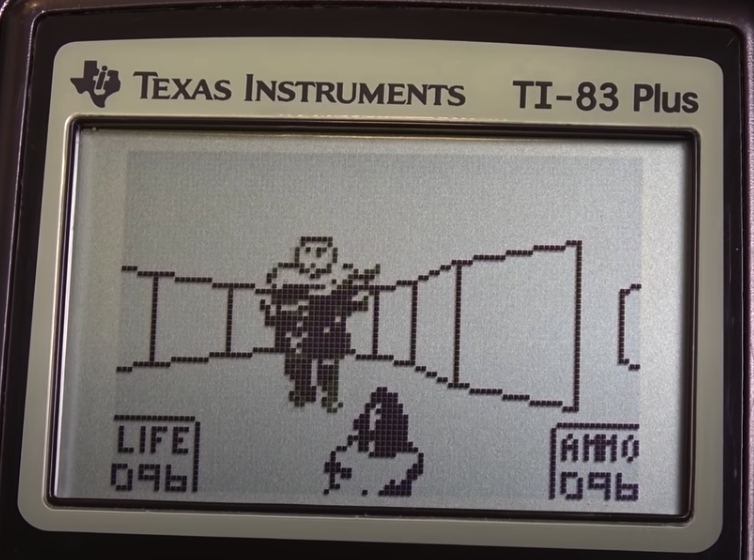
Zrzut ekranu z gry „Doom” uruchomionej [https://www.youtube.com/watch?v=nduMTX86Zl0 na kalkulatorze

## Funkcje
TI-83 umożliwia:
- kreślenie wykresów:
  - w układach współrzędnych prostokątnych i biegunowych
  - parametrycznych
  - nierówności
  - ciągów
  - całek
  - statystycznych
- przeprowadzanie analizy funkcji
- operowanie na listach i tabelach
- rozwiązywanie równań i nierówności
- rozwiązywanie zadań z zakresu kombinatoryki
- przeprowadzanie testów logicznych
- całkowanie i różniczkowanie

TI-83 jest programowalny. Można wykonywać na nim programy napisane w BASICu i assemblerze co pozwala również na uruchamianie gier 2d/3d